# Amphiscirpus nevadensis
Amphiscirpus nevadensis là một loài thực vật có hoa trong họ Cói. Loài này được (S.Watson) Oteng-Yeb. mô tả khoa học đầu tiên năm 1974.